# Hedraianthera porphyropetala
Hedraianthera porphyropetala är en benvedsväxtart som beskrevs av F Müll. Hedraianthera porphyropetala ingår i släktet Hedraianthera och familjen Celastraceae. Inga underarter finns listade.

## Bildgalleri

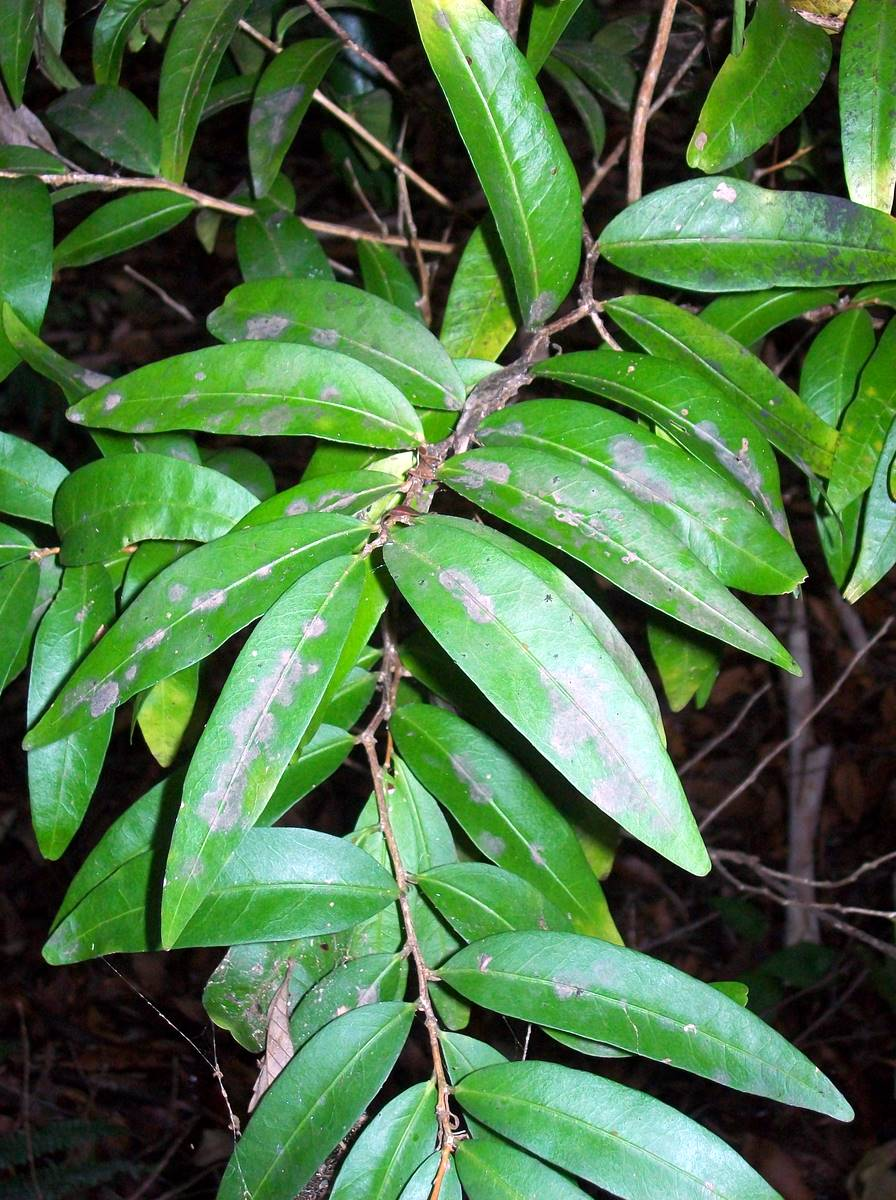